# Karl-Marx-Straße (Tribsees)

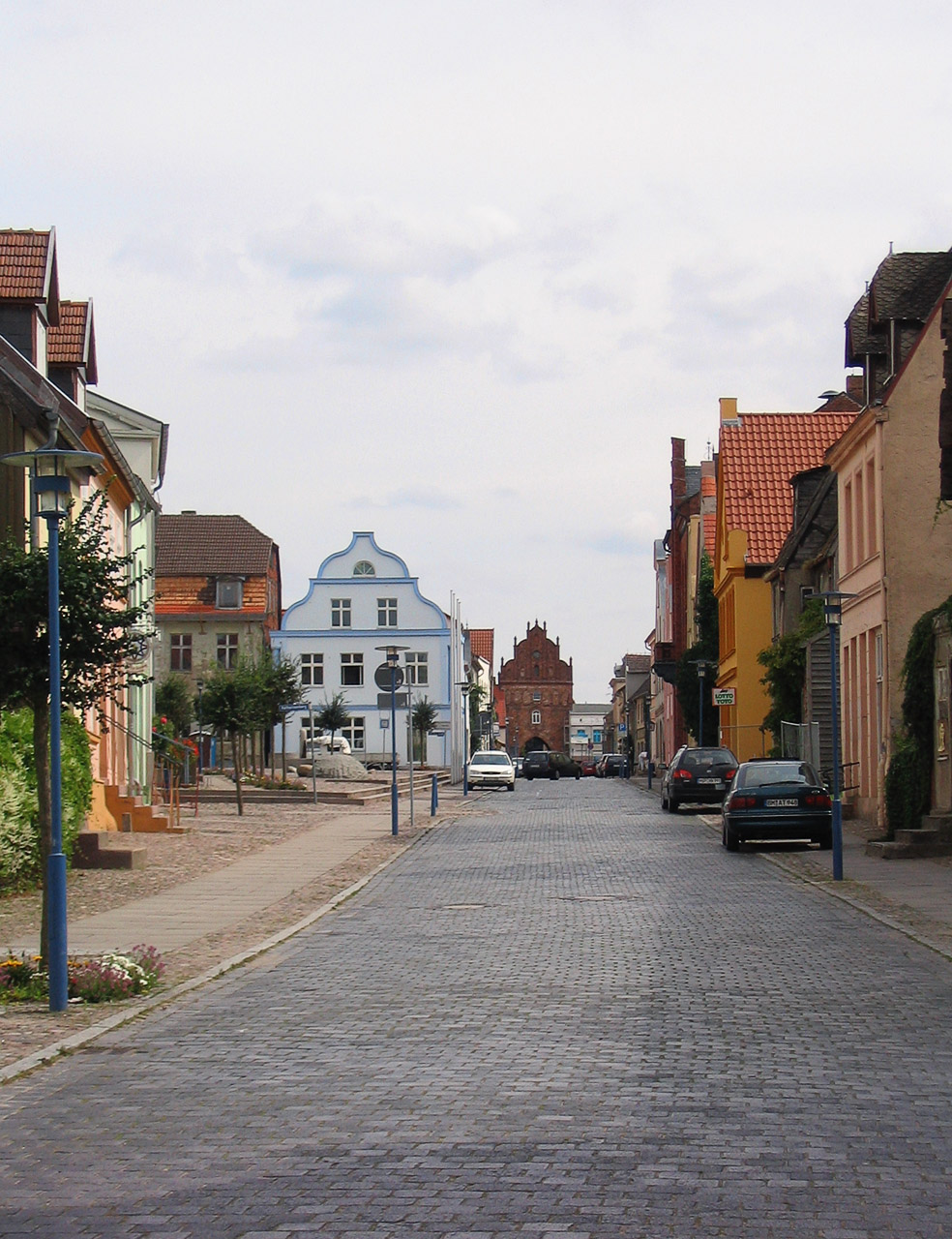
Ostblick zum Steintor

Die Karl-Marx-Straße in Tribsees, Landkreis Vorpommern-Rügen, Mecklenburg-Vorpommern, führt von Osten nach Westen und ist die zentrale Hauptstraße in der Kleinstadt.
Viele mit (D) gekennzeichnete Gebäude der Straße stehen unter Denkmalschutz.

## Nebenstraßen

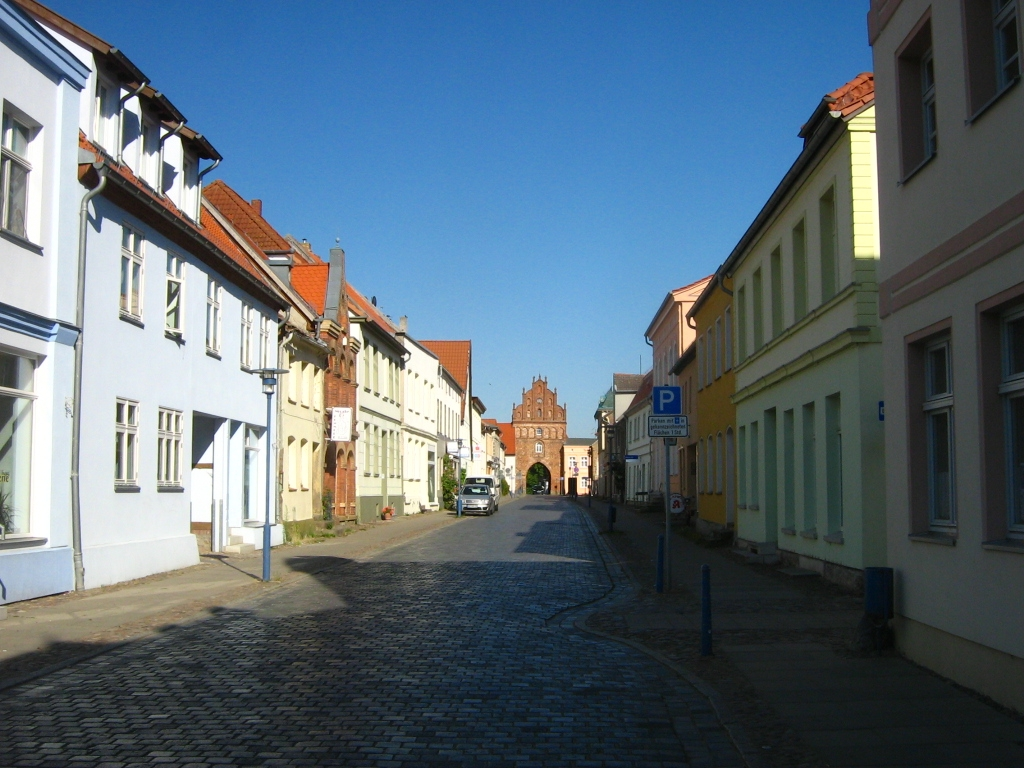
Westblick zum Mühlentor

Die Neben- und Anschlussstraßen wurden benannt als Vor dem Steintor nach dem Steintor, Ostmauerstraße nach der Lage zur Stadtmauer, Heilgeiststraße, Mathäistraße, Knochenhauerstraße nach der veralteten Bezeichnung für Fleischer, Kirchplatz und Kirchstraße nach der St.-Thomas-Kirche, Westmauerstraße nach der Lage zur Stadtmauer, Nordquebbe und Südquebbe nach der Lage zur Quebbe als moorig-sumpfiges, „quebbiges“ Gelände, Neubaustraße und Sülzer Chaussee als Landesstraße L 192, die nach Stralsund bzw. nach Bad Sülze und zur Autobahn A 20 führt.

## Geschichte

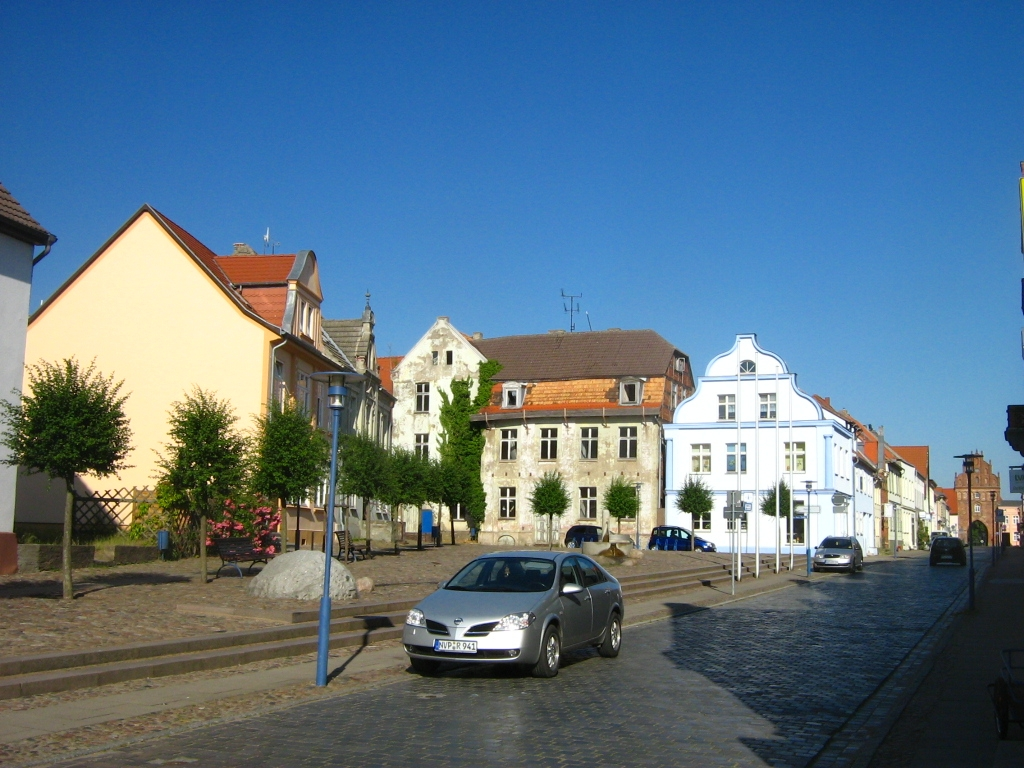
Dreiecksplatz im Zentrum

### Name
Die frühere Hauptstraße wurde nach 1945 nach dem Philosophen, Ökonomen und Protagonisten der Arbeiterbewegung Karl Marx (1818–1883) benannt. Die theoretischen Grundlagen des nach ihm benannten Marxismus beeinflussen die Geschichtswissenschaft und Soziologie sowie auch die Wirtschafts- und Politikwissenschaft bis in die Gegenwart.

### Entwicklung
Tribsees mit 2612 Einwohnern (2019) wurde als Burg 1140 erstmals erwähnt und war ein wichtiger westlicher Grenzübergang von Pommern-Wolgast. 1702 brannte die Stadt bis auf das Amtshaus nieder.
1991 wurde Tribsees neben Stralsund und Güstrow durch das damals für das Bauen zuständige Innenministerium im Rahmen der Städtebauförderung zur Modellstadt im Land benannt, aufgrund der besonderen kleinstädtischen erhaltenen Struktur und der sehr starken städtebaulichen Missstände der Stadt. Das Büro von Wittig Belser + Hans-H. Wendt (Bremen) fertigte den ersten Rahmenplan für Tribsees. Die Hauptstraße mit den dreieckigen Marktplätzen und die Neubaustraße wurden als erste Straßenbaumaßnahmen Mitte der 1990er Jahre nach Plänen des Büros Schreckenberg und Partner (Bremen) realisiert. Zwei Brunnen, Feldsteine und ein kleiner Wasserlauf sind die Gestaltungselement der beiden Plätze.

### Gebäude (Auswahl)
- 3-gesch. gotisches Steintor vom 13. Jahrhundert mit barocken Veränderungen, Stufengiebel mit Fialen und viertelrunden Abschlüssen
- Ostmauerstraße Nr. 1: 2-gesch. klassizistisches Wohnhaus mit Mezzaningeschoss und Durchgang, in den 1990er Jahren saniert
- Nr. 3: 2-gesch. Wohn- und Geschäftshaus, 1999 saniert, bis um 1990 war hier eine Milchbar
- Nr. 4: 2-gesch. Wohnhaus, Anfang der 1990er Jahre saniert
- Nr. 6: 2-gesch. Wohn- und Geschäftshaus (D), in den 1990er Jahren saniert
- Nr. 8: 2-gesch. saniertes Wohn- und Geschäftshaus (D) mit Bäckerei und Café
- Nr. 12: 2-gesch. Wohn- und Geschäftshaus (D), Anfang der 1990er Jahre saniert
- Nr. 13: 2-gesch. saniertes Wohn- und Geschäftshaus mit Rats-Apotheke
- Nr. 16: 2-gesch. Wohnhaus (D), Anfang der 1990er Jahre saniertes Giebelhaus
- Nr. 17: 2-gesch. historisierendes Wohnhaus, in den 1990er Jahren saniertes rosafarbenes Giebelhaus mit Pilastern
- Nr. 18: 2-gesch. Rathaus von 1884 (D)
- Nr. 19: 2-gesch. Wohnhaus, saniertes Giebelhaus
- Nr. 20: 2-gesch. Wohnhaus (D), 2009/10 saniertes Giebelhaus
- Nr. 22: 2-gesch. saniertes Wohn- und Geschäftshaus (D)
- Nr. 24: 2-gesch. Wohnhaus, Anfang der 1990er Jahre saniert
- Nr. 25: 2-gesch. Wohnhaus mit Pension und Gasthaus
- Nr. 27: 2-gesch. Wohnhaus (D), in den 1990er Jahren saniert
- Nr. 28/29: 2-gesch. Wohnhaus, in den 1990er Jahren saniert
- Nr. 30: 2-gesch. Wohn- und Geschäftshaus (D), in den 1990er Jahren saniert
- Nr. 34: 2-gesch. Wohn- und Geschäftshaus (D), in den 1990er Jahren saniertes Giebeleckhaus mit dominantem rundbogigen Fenster im Giebel
- Nr. 35: 2-gesch. Wohn- und Geschäftshaus, in den 1990er Jahren saniert
- Nr. 36: 2-gesch. Wohn- und Geschäftshaus, in den 1990er Jahren saniert
- Nr. 44: 2-gesch. Wohnhaus, in den 1990er Jahren saniertes Giebelhaus mit Fachwerk
- Nr. 48: 2-gesch. Wohnhaus (D)
- Nr. 52: 2-gesch. Wohnhaus, 1999/2000 saniert
- Nr. 56: 2-gesch. saniertes Wohn- und Geschäftshaus
- Nr. 57: 3-gesch. Wohn- und Geschäftshaus mit Praxis, in den 1990er Jahren saniert
- Nr. 62: 2-gesch. Wohn- und Geschäftshaus (D) mit Dachhaus, 2007 saniert
- Nr. 63: 2-gesch. Wohnhaus (D)
- Nr. 67: 2-gesch. Wohnhaus (D)
- Nr. 68: 2-gesch. Wohnhaus, in den 1990er Jahren saniert, dann Kartoffelmuseum in Tribsees
- Nr. 69: 2-gesch. Wohnhaus (D) mit barockem Giebel, in den 1990er Jahren saniert
- Nr. 70: 2-gesch. Wohnhaus (D) als Giebelhaus saniert
- Nr. 72: 2-gesch. Wohnhaus (D), in den 1990er Jahren saniert
- Nr. 76: 2-gesch. Wohnhaus von um 1800 (D), 1999 saniertes Giebelhaus mit Kanzlei
- Nr. 77: 2-gesch. saniertes Wohn- und Geschäftshaus mit Sparkassenfiliale
- Nr. 80: 2-gesch. Wohn- und Geschäftshaus (D)
- Nr. 82: 2-gesch. Wohn- und Geschäftshaus (D), ab 1993 Leerstand, 2000 saniert
- 3-gesch. gotisches Mühlentor, Treppengiebel mit markanten Putzblenden zur Feldseite und einfachem Giebel zur Stadtseite

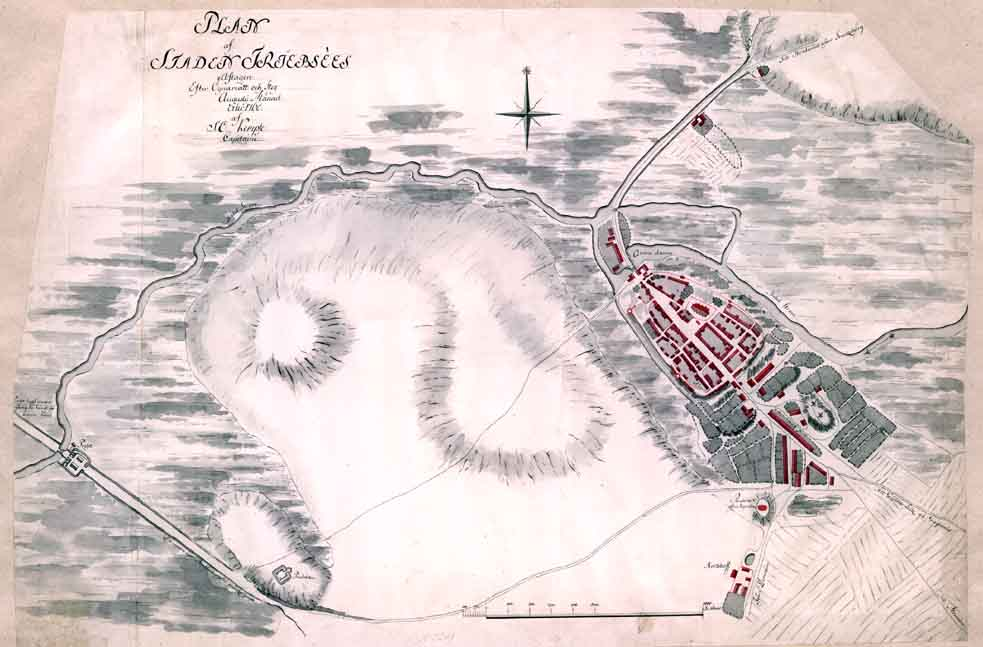
1760: Straße im Zentrum von Tribsees
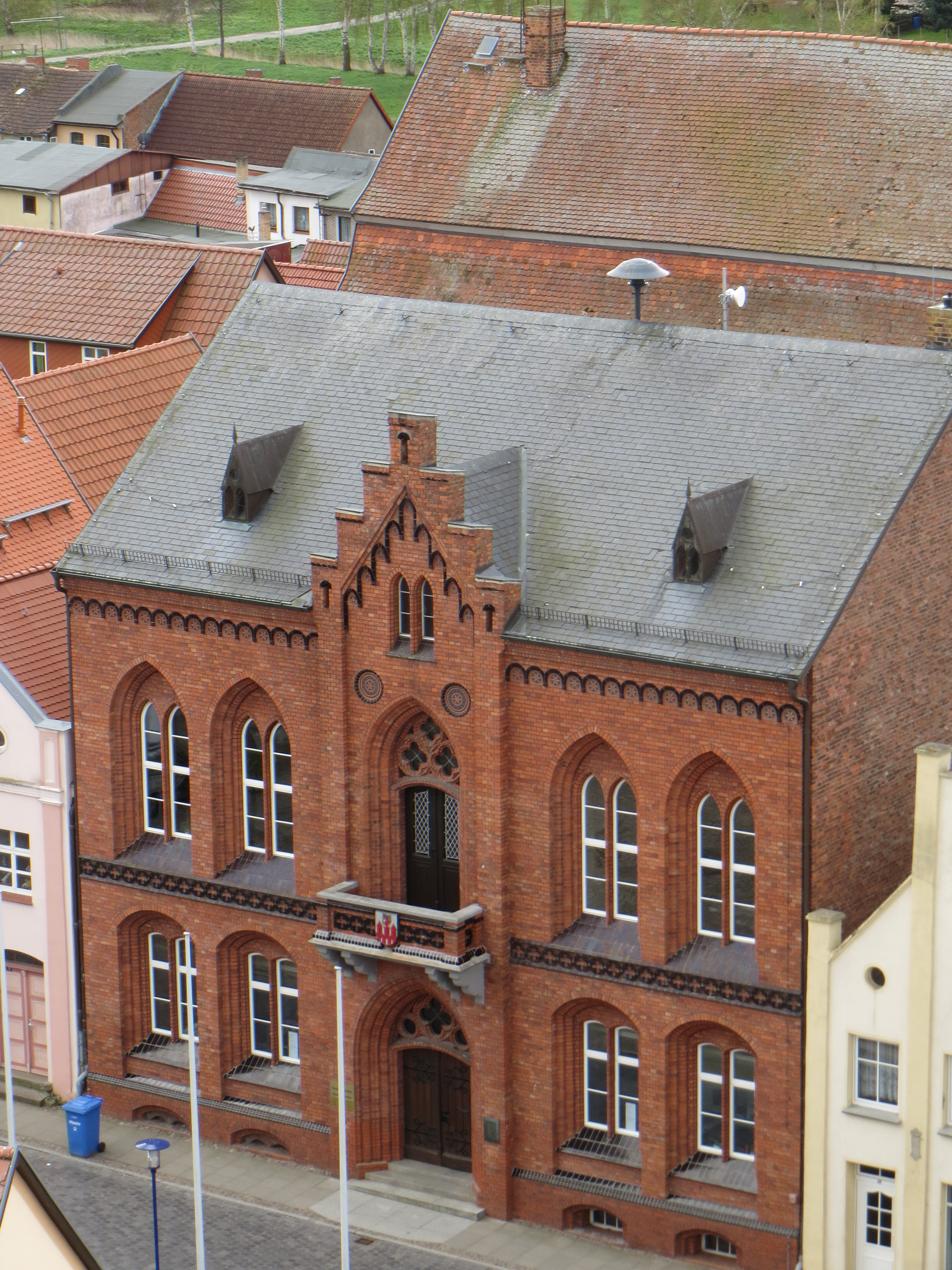
Rathaus im Zentrum
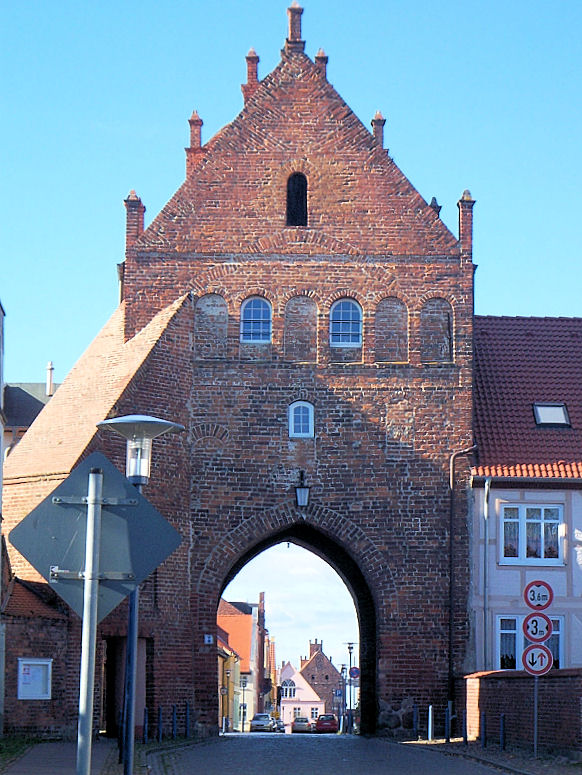
Steintor
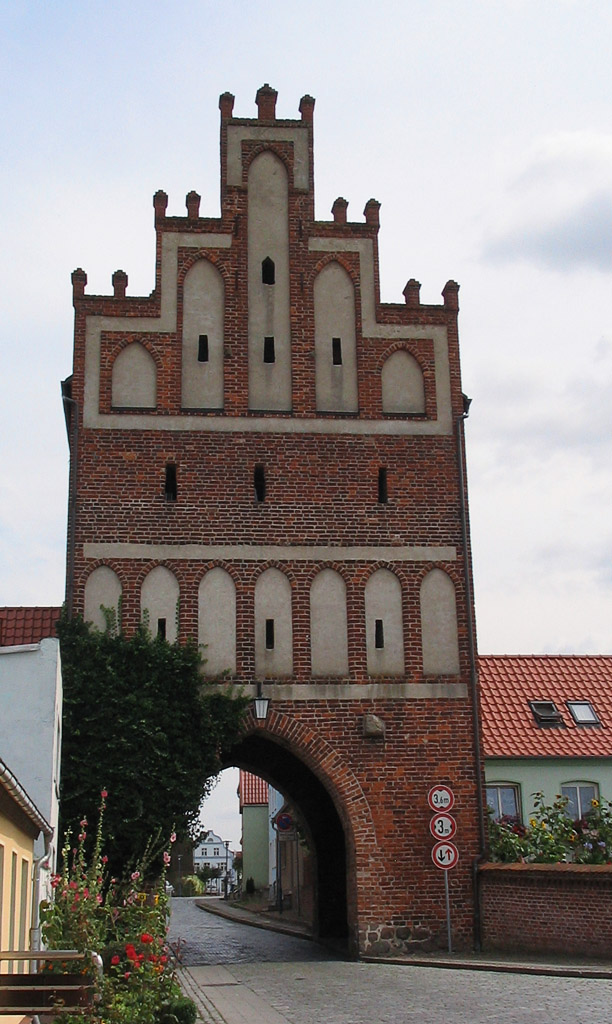
Mühlentor